# Maomé XI de Granada
Muhammed XI ben Muhammed (em árabe: محمد بن محمد), alcunhado El Chiquito ("o menino" ou "o pequeno"; m. 1455) foi o 19º rei nacérida de Granada entre o 1453 e 1455. Filho de Maomé VIII, sucedeu a Maomé IX, o Canhoto. Morreu em 1455, executado por ordem do seu sucessor Sa`d al-Musta`in, conhecido como Ciriza pelos castelhanos.

## Reinado conjunto com Maomé IX
Quando Maomé IX recuperou o trono pela quarta vez em 1448, casa a sua filha com Muhammed ben Muhammed, filho de al-Mutamassik, que tinha destronado em 1419 e 1429, e partilha o trono com ele (segundo alguns autores a partir de 1451).
Como Maomé X, o Coxo tinha feito antes, al-'Aysar e Maomé XI aproveitaram a confusão em que vivia o Reino de Múrcia devido à guerra entre Castela, Aragão e Navarra para saquear e fazer prisioneiros, ora contra um lado ora contra o outro. A dimesão dessas ações é tal que chegam a levantar clamores em Roma. Maomé, o Coxo tinha emprestado tropas ao partido de Álvaro de Luna, o valido do rei João II, comandado em Múrcia por Maria de Quesada, e ao partido dos infantes e nobres dirigidos por Fajardo, o Bravo. Em 1448 este consegue que Maomé IX lhe dê 1 800 cavaleiros e 10 000 soldados de infantaria, comandados pelos líderes Abencerragens e os irmãos Alabez. Com estas tropas, o mestre da Ordem de Santiago Rodrigo Manrique obriga as tropas do rei e do seu valido a levantar o cerco a Múrcia. Em 1449, Múrcia e Fajardo passam-se para o lado do rei e do condestável eMaomé IX é aconselhado que deixe de apoiar o lado inimigo. O conselho é ignorado e em vez disso El Chiquito fomenta os conflitos no Reino de Múrcia. As peripécias e recontros militares prosseguiriam até 1453, tendo El Chiquito como protagonista principal do lado granadino.

## Reinado sozinho
Quando Maomé IX morreu em 1453, Maomé XI assumiu sozinho o trono. No início de 1454, os Abencerragens, que tinham começado por não se opôr à sua proclamação, resolvem procurar um novo candidato ao trono, escolhendo Abu Nasr Sa`d (Sa`d al-Musta`in, Saad ou Ciriza), um sobrinho de Iúçufe III (r. 1408–1417), que é proclamado rei em Archidona, embora Maomé, el Chiquito continuasse a controlar a capital Granada e as cidades mais importantes do reino. Os Abencerragens eram um poderoso clã árabe que tinha tido um papel fundamental nas lutas pelo poder de al-'Aysar (que subiu ao trono derrubando o rei legítimo Maomé VIII al-Mutamassik, primeiro em 1419 e depois em 1429.
Em Castela, Álvaro de Luna tinha perdido a confiança de João II e foi executado a 2 de junho de 1453 em Valladolid. João II morre a 21 ou 22 de julho de 1454, sucedendo-lhe Henrique IV. Alguns dias depois da coroação de Henrique, chega à sua corte Mulei Alboácem (Molhacém), filho de Saad, que vai ficar como refém do rei castelhano juntamente com mais 350 granadinos em troca do apoio pedido pelos Abencerragens a Castela para colocar Saad no trono de Granada.
Henrique IV prossegue e amplifica a política de assédio na fronteira do reino de Granada e atiça as divisões internas na dinastia nacérida. As incursões castelhanas em território nacérida repetem-se todos os anos, embora sem grandes consequências, aparentemente servindo mais para entreter os nobres e evitar que tenham ideias de rebelar-se e para justificar o dinheiro recebido por conta da cruzada decretada pelo Papa Calisto III, pois segundo um cronista da época, Henrique gastou muito pouco com a "guerra dos mouros".
Na primavera de 1455, o emirado granadino encontrava-se dividido em três: Maomé, El Chiquito controlava Málaga, Guadix e Almeria; Sa`d (ou Saad) residia em Archidona e tinha sob as suas ordens a guarnição africana de Ronda; por fim, os castelos de Íllora e de Moclín, bem como a importante posição estratégica de Gibraltar encontravam-se sob o controlo dos antigos apoiantes de Maomé IX.[a] Henrique IV entrou na Veiga de Granada com um poderoso exército, os granadinos mantiveram-se fiéis a Maomé XI. Em maio de 1455, as forças castelhanas penetram até Málaga, que resiste sob o comando de ibn al-Barr e ibn Kumasa. Saad encontra-se com o rei castelhano para lhe prestar homenagem.
Sa`d al-Musta`in, apoiado pelos Abencerragens e por Castela, toma o poder em Granada ainda em 1455.[b] Maomé XI refugia-se nas Alpujarras. Em 1462, é chamado a Granada pelos legitimistas para recuperar o trono, mas cai numa cilada montada pelo filho de Saad, Mulei Alboácem (Molhacém), sendo preso e mandado executar por Saad juntamente com os seus filhos.